# Tug-of-War International Federation
TWIF, Tug-of-War International Federation, är den internationella organisationen för idrotten dragkamp. TWIF bildades 1960 på initiativ av Tage Andersson och Rudolf Ullmark från Svenska Dragkampförbundet samt George Hutton från England.
År 1964 arrangerades ett inofficiellt EM - Baltiska spelen - i dragkamp som den första internationella tävlingen i TWIF:s regi. Efter att utomeuropeiska förbund vunnit inträde i TWIF arrangerades VM i dragkamp första gången år 1975. Den första internationella tävlingen för damer i TWIF:s regi arrangerades år 1986. Numera arrangerar TWIF internationella tävlingar varje år, EM och VM växelvis.